# Bahnstrecke Rădăuți–Brodina
| Bahnhof in Gura Putnei |                      |                        |                        |
| |                      |                        |                        |
| Kursbuchstrecke (CFR): | 515                  |                        |                        |
| Streckenlänge: | 41,50 km             |                        |                        |
| Spurweite: | 1435 mm (Normalspur) |                        |                        |
| |                      |                        |                        |
| \| \| \| von Dornești \| \| \| \| 8,140 \| Rădăuți \| Rădăuți \| \| \| 13,504 \| Horodnic \| Horodnic \| \| \| 19,857 \| Gălănești \| Gălănești \| \| \| \| Vicov Motel \| \| \| \| 25,572 \| Vicovu de Jos \| Vicovu de Jos \| \| \| 28,212 \| Vicovu de Sus \| Vicovu de Sus \| \| \| 31,135 \| Bivolăria \| Bivolăria \| \| \| 33,581 \| Gura Putnei \| Gura Putnei \| \| \| \| nach Putna \| \| \| \| \| Putna \| \| \| \| 41,224 \| Straja \| Straja \| \| \| \| Suceava \| \| \| \| 46,135 \| Falcău \| Falcău \| \| \| 49,641 \| Brodina \| Brodina \| \| \| \| nach Izvoarele Sucevei \| \| |                      |                        |                        |
| Strecke |                      | von Dornești           | von Dornești           |
| Bahnhof | 8,140                | Rădăuți                | Rădăuți                |
| Haltepunkt / Haltestelle | 13,504               | Horodnic               | Horodnic               |
| Haltepunkt / Haltestelle | 19,857               | Gălănești              | Gălănești              |
| Haltepunkt / Haltestelle |                      | Vicov Motel            | Vicov Motel            |
| Haltepunkt / Haltestelle | 25,572               | Vicovu de Jos          | Vicovu de Jos          |
| Bahnhof | 28,212               | Vicovu de Sus          | Vicovu de Sus          |
| Haltepunkt / Haltestelle | 31,135               | Bivolăria              | Bivolăria              |
| Bahnhof | 33,581               | Gura Putnei            | Gura Putnei            |
| Abzweig ehemals geradeaus und nach links |                      | nach Putna             | nach Putna             |
| Brücke über Wasserlauf (Strecke außer Betrieb) |                      | Putna                  | Putna                  |
| Haltepunkt / Haltestelle (Strecke außer Betrieb) | 41,224               | Straja                 | Straja                 |
| Brücke über Wasserlauf (Strecke außer Betrieb) |                      | Suceava                | Suceava                |
| Haltepunkt / Haltestelle (Strecke außer Betrieb) | 46,135               | Falcău                 | Falcău                 |
| Haltepunkt / Haltestelle (Strecke außer Betrieb) | 49,641               | Brodina                | Brodina                |
| Strecke (außer Betrieb) |                      | nach Izvoarele Sucevei | nach Izvoarele Sucevei |

Die Bahnstrecke Rădăuți–Brodina ist eine Nebenbahn in Rumänien. Sie verläuft im Nordosten des Landes durch die Bukowina überwiegend im Tal des Flusses Suceava und durch das Gebirge Obcina Mare.

## Geschichte
Während der Entstehung der Bahnstrecke lag diese auf dem Territorium Österreichs innerhalb der habsburgischen Doppelmonarchie.
Im Jahr 1889 ging die Bahnstrecke Dornești–Rădăuți der Gesellschaft Bukowinaer Lokalbahnen in Betrieb, die einige Jahre später von der Neuen Bukowinaer Lokalbahn übernommen wurde. Diese Gesellschaft erhielt im Jahr 1895 die Konzession zum Weiterbau der Strecke als Normalspurbahn in das Tal der Suceava bis Brodina (damals Frassin). Die Konzession verlangte, dass die Bauarbeiten sofort zu beginnen hätten und bis zum 1. Juli 1898 abzuschließen seien. Die Strecke zusammen mit der Zweigbahn nach Putna wurde schließlich am 7. Juli 1898 eröffnet.
Im Ersten Weltkrieg lag die Bahnlinie 1917 im Bereich heftiger Kämpfe zwischen österreichisch-ungarischen und russischen Truppen.
Nach dem Krieg gelangte die Bukowina an Rumänien (Vertrag von Saint-Germain);  die rumänische Staatsbahn (CFR) übernahm die Strecke.

## Aktuelle Situation
Die Strecke ist eingleisig und nicht elektrifiziert. Sie ist Teil der Kursbuchstrecke 515 von Dornești nach Nisipitu bzw. Putna und hat nur lokale Bedeutung. Derzeit (2009) verkehren zwischen Rădăuți und Gura Putnei in beide Richtungen etwa fünf Nahverkehrszüge täglich.
Im Juli 2008 wurde die Strecke durch Hochwasser geschädigt. Während der Abschnitt von Rădăuți nach Gura Putnei gemeinsam mit der Zweigbahn nach Putna rasch wieder in Betrieb gestellt wurde, ist die ohnehin defizitäre Teilstrecke von Gura Putnei nach Nisipitu seitdem außer Betrieb und wird vermutlich nicht wieder hergestellt.